# .pf
.pf là tên miền quốc gia cấp cao nhất (ccTLD) của Polynesia thuộc Pháp.
Địa chỉ trong nước phải được chỉ định khi đăng ký tên miền dưới.pf. Tên miền con cấp 2 duy nhất nằm dưới tên miền cấp 3 là.com.pf, nhưng phần lớn đăng ký trực tiếp ở cấp 2.